# نقد الإلحاد
نقد الإلحاد يشمل نقد المفاهيم الخاصة بالإلحاد وصلاحيته وأثره بما في ذلك التأثيرات السياسية والاجتماعية، قد يشمل هذا النقد حجج من وجهة نظر دينية أو وجهة نظر أخلاقية أو ما يعتقد أنه أثر الإلحاد على الفرد وكذلك نقد الافتراضات العلمية أو غيرها التي يعتمد عليها، وما يعقد نقد الإلحاد وجود تعريفات متعددة للإلحاد قد لا يحدد الناقد للإلحاد أيها يقصد بما في ذلك الإلحاد النظري والعملي، والإلحاد السلبي والإلحاد الإيجابي، الإلحاد الضمني والصريح، الإلحاد الخفيف والمتطرف.
انتقد العديد من اللاأدريين المعاصرين -مثل كارل ساغان- والمؤمنين -مثل دينيش دسوزا- الإلحاد لكونه موقفًا غير علمي. يشرح الفيلسوف التحليلي ألفين بلانتينغا -أستاذ فخري في الفلسفة من جامعة نوتر دام- أن فشل الحجج التوحيدية قد يكون أساسًا جيدًا للتوجه اللاأدري لا الإلحادي، ويرجح أن يكون «التوافق الدقيق للكون» مفسرًا بالإلوهية لا الإلحاد. يرى أستاذ الرياضيات بجامعة أكسفورد، جون لينكس، أن رؤية الإلحاد للعالم أدنى من الألوهية، ويعزو إلى سي. إس. لويس أفضل صياغة لأطروحة ميرتون التي تدعي أن العلم يتماشى مع المفاهيم التوحيدية بشكل أفضل، وذلك بالاعتماد على فكرة أن الرجال أصبحوا علميين في أوروبا الغربية في القرن السادس والسابع عشر لأنهم توقعوا وجود قانون للطبيعة، وتوقعوا وجود مثل هذا القانون لأنهم آمنوا بكيان مشرع للقانون. بعبارة أخرى، كان الإيمان بالله هو المحرك الذي دفع العلم الحديث. عبر عالم الوراثة الأمريكي فرانسيس كولينز عن نجاح حجج لويس في إقناعه أن رؤية الإيمان للعالم أكثر عقلانية من رؤية الإلحاد.
تمحورت انتقادات أخرى حول تأثير ذلك على الأخلاق والتماسك الاجتماعي. رأى الفيلسوف التنويري الربوبي فولتير أن الإلحاد يضعف الروابط المقدسة في المجتمع، وكتب: «إن لم يكن الله موجودًا، لكان من الضروري اختراعه». اعتقد والد الليبرالية الكلاسيكية جون لوك أن إنكار وجود الله سيقوض النظام الاجتماعي ويؤدي إلى الفوضى. كان إدموند بيرك فيلسوف ورجل دولة إيرلندي عاش في القرن الثامن عشر، وهو شخص أشاد به أقرانه المحافظون والليبراليون على حد سواء بسبب فكره المتكامل. رأى بيرك الدين كأساس للمجتمع المدني وكتب أن «الإنسان بتكوينه عبارة عن حيوان ديني، وأن الإلحاد مناقض لعقولنا وغرائزنا أيضًا، وأنه لن يسود طويلًا». كتب البابا بيوس الحادي عشر أن الإلحاد الشيوعي كان يهدف إلى الإخلال بالنظام الاجتماعي وتقويض أسس الحضارة المسيحية. وفي التسعينيات، انتقد البابا يوحنا بولس الثاني نشر الإلحاد العملي باعتباره يطغى على الحس الديني والأخلاقي لقلب الإنسان ويؤدي إلى مجتمعات تعاني في حفاظها على الانسجام.
ذكرت التقييمات النقدية لآثار الإلحاد دعوة بعض دعاة الثورة الفرنسية العنيفين إلى الإلحاد والنضال اللاحق للإلحاد الماركسي اللينيني وبروز الإلحاد في الدول الشمولية التي تشكلت في القرن العشرين. في عمله تأملات حول الثورة في فرنسا، انتقد بيرك ما سمي بالتعصب الإلحادي، وشجب المنشور البابوي عام 1937 إلحاد الاتحاد السوفييتي بقيادة جوزيف ستالين. ساهم الإلحاد السوفييتي في إنشاء مفهوم إلحاد الدولة في جميع أنحاء أوروبا الشرقية وأماكن أخرى من العالم، بما في ذلك: الصين بقيادة ماو تسي تونغ وكوريا الشمالية بقيادة كيم وكمبوديا بقيادة بول بوت. يربط منتقدو الإلحاد في كثير من الأحيان أعمال إلحاد الدولة في القرن العشرين بمفهوم الإلحاد العام في انتقاداتهم. انتقد العديد من الشعراء والروائيين واللاهوتيين العلمانيين الإلحاد، ومثال عليهم: غلبرت كيث تشيسترتون وسي. إس. لويس. يوجد اقتباس يُنسب غالبًا إلى شسترتون يقول: «الذي لا يؤمن بالله سيؤمن بأي شيء».

## تعريفات ومفاهيم
الإلحاد هو غياب الاعتقاد بوجود أي آلهة أو الموقف القائل بعدم وجود آلهة أو رفض الإيمان بوجود الآلهة.
الربوبية هي شكل من أشكال الألوهية. يؤمن الربوبيون أن الله خلق الكون ووضع فيه قوانين أخلاقية وطبيعية مفهومة ولكنه لا يتدخل في الشؤون الإنسانية باستخدام وحي خاص. الربوبية هي دين طبيعي يعتمد الإيمان بالله فيه على استخدام العقل والأدلة الموجودة في التصاميم والقوانين الموجودة في الطبيعة. تشير الربوبية المسيحية إلى الربوبي الذي يؤمن بالتعاليم الأخلاقية ولكن ليس بألوهية يسوع.

## حجج ومواقف
شهدت الأعوام الخمسون الماضية زيادة في الحجج الفلسفية الأكاديمية التي تنتقد مواقف الإلحاد بحجة أنها غير سليمة من الناحية الفلسفية. من أشيع هذه الحجج: افتراض الإلحاد والحجة المنطقية من الشر والحجة الإثباتية من الشر والحجة من عدم الإيمان وغياب الحجج البينة.

### افتراض الإلحاد

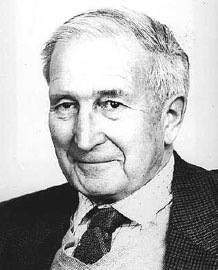
كتب الفيلسوف أنطوني جيرارد نيوتن فلو كتاب افتراض الإلحاد في عام 1976.

أنطوني فلوفي عام 1976، كتب الفيلسوف الملحد أنتوني فلو كتاب افتراض الإلحاد الذي جادل فيه بأن مسألة وجود الله يجب أن تبدأ بافتراض أن الإلحاد هو الموقف البدئي. وفقًا لفلو، كانت القاعدة العامة في الفلسفة الأكاديمية والحوار العام في ذلك الوقت أن يتشارك الملحدين والمؤمنين أعباء إثبات مواقفهم. اقترح فلو بدلاً من ذلك أن يعيد زملاؤه الأكاديميون تعريف الإلحاد بإضافة التغييرات التالية:
حظي اقتراح فلو بقبول ضئيل في القرن العشرين، ولكنه أصبح شائعًا في أوائل القرن الحادي والعشرين. في عام 2007، وصف الفيلسوف التحليلي وليام لين كرايغ افتراض الإلحاد بأنه أحد أشيع مبررات الإلحاد. في عام 2010، أوضح ويليام كراولي -صحفي بي بي سي- أن افتراض فلو للإلحاد جعله قضية يتبعها الإلحاد الجديد. في مناقشات اليوم، يقدم الملحدون افتراض الإلحاد بحجة أن الإلحاد هو الموقف الافتراضي دون عبء إثبات اعتقاداتهم ويؤكدون أن عبء إثبات وجود الله يقع على عاتق المؤمن فقط.
انتقد الملحدون واللاأدريون والمؤمنون افتراض الإلحاد عندما طرح الفكرة منذ أكثر من 40 عام.